# Tour Griffon

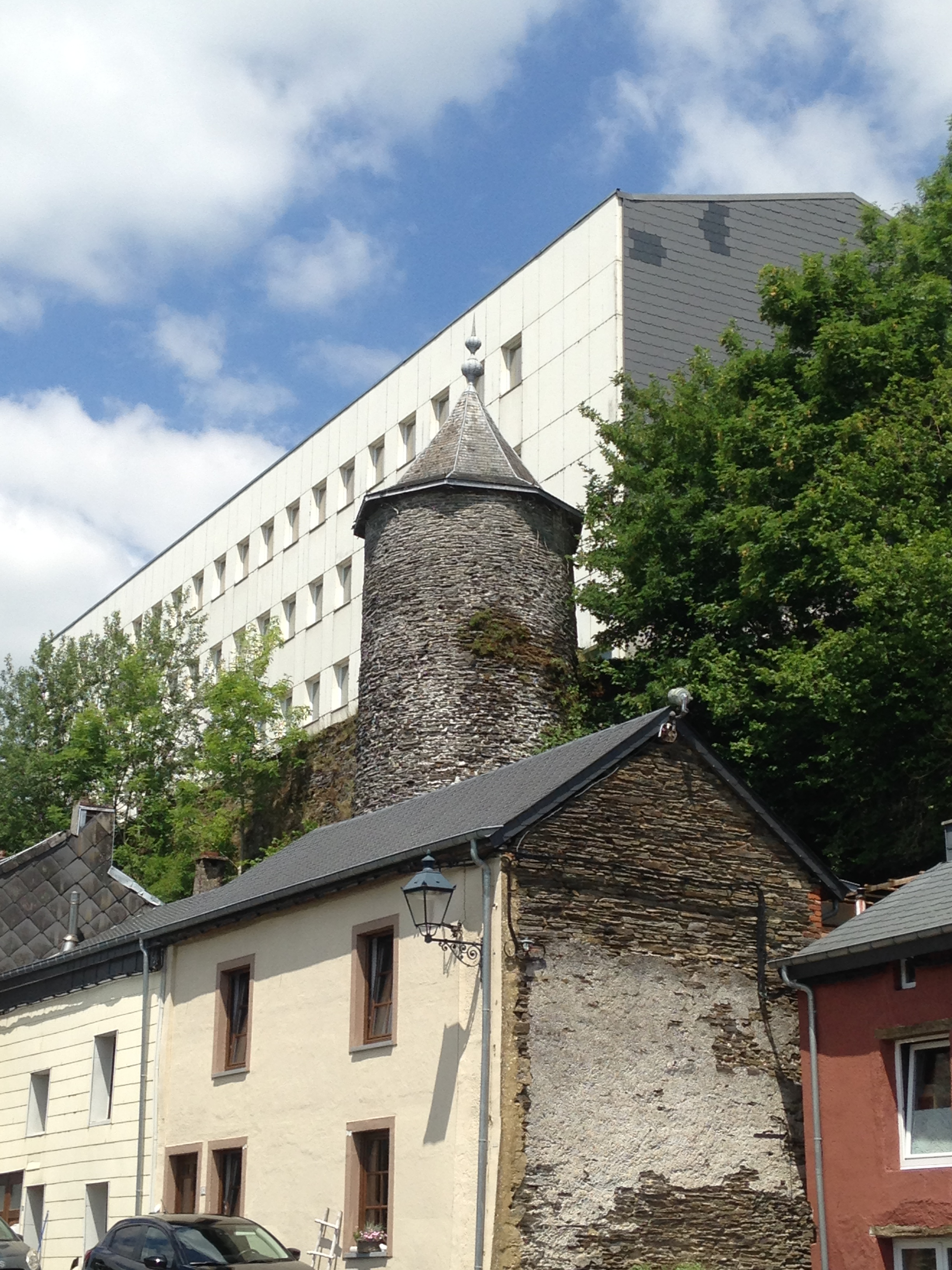
La tour Griffon

La tour Griffon est une petite tour médiévale, seul reste significatif de l'enceinte du château de Neufchâteau (Belgique).